# Kazimierz Brusikiewicz
Kazimierz Brusikiewicz (ur. 16 lutego 1926 w Wilnie, zm. 4 stycznia 1989 w Warszawie) – polski aktor, działacz Związku Artystów Scen Polskich.

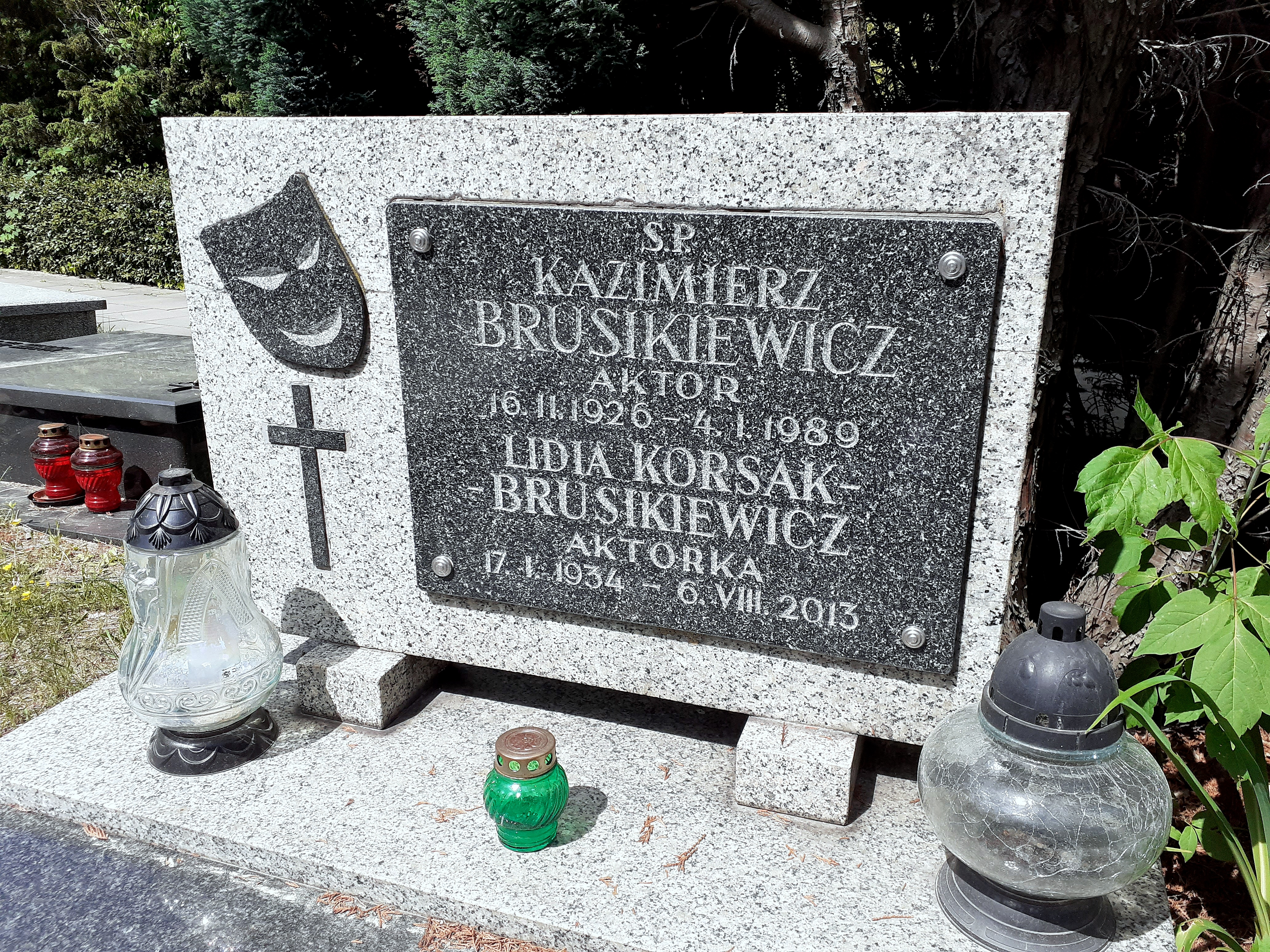
Grobowiec Kazimierza Brusikiewicza i Lidii Korsakówny

## Życiorys
W 1944 ukończył Studio Teatralne Mieczysława Szpakiewicza i Stefana Martyki w Wilnie. Po anektowaniu polskiej Wileńszczyzny przez ZSRR opuścił Wilno wraz z matką i udał się do Torunia, gdzie mieszkał w kamienicy przy ul. Grudziądzkiej 95. Następnie przeniósł się do Warszawy, gdzie pracował w teatrach, Telewizji Polskiej i w Polskim Radiu. Do ogólnopolskiej popularności Brusikiewicza przyczyniły się również występy kabaretowe w audycji Podwieczorek przy mikrofonie. 
Karierę aktorską musiał przerwać w 1982 z powodu choroby, wkrótce wskutek powikłań spowodowanych cukrzycą stracił rękę, co uniemożliwiło mu powrót na scenę. Zajął się reżyserią oraz aktywną działalnością w ZASP, pozostał też aktorem dubbingowym. Kilka lat później jednak zmarł na cukrzycę. Pochowany na cmentarzu Wojskowym na Powązkach w Warszawie (kwatera K-2-55).
Pierwszą żoną artysty była Zofia Brusikiewicz z Ryszewskich (1927-2017), z którą miał dwoje dzieci: syna Andrzeja (ur. 1949) oraz córkę Katarzynę (ur. 1964). Drugą żoną artysty (od 1963 do jego śmierci) była aktorka Lidia Korsakówna; ich córką jest aktorka Lucyna Brusikiewicz.
W 1978 roku wstąpił do PZPR.

## W teatrach
- Teatr Komedii Muzycznej Lutnia w Łodzi (1945–1946)
- Teatr Ziemi Pomorskiej w Toruniu (1946–1948)
- Teatr Polski w Poznaniu (1948–1952)
- Teatr Buffo w Warszawie (1952–1954)
- Teatr Syrena (1954–1972, 1974–1982)
- Teatr Śląski w Katowicach (1972–1974)

## WTeatrze Telewizji
- Wesele Fonsia (1966)
- Nocleg w Apeninach (1966) jako Fabricio
- Pierwszy interesant (1970)
- Ożenek (1976) jako Jajecznica
- Flirt (1976)
- Dom otwarty (1977) jako Fujarkiewicz
- Rezerwat (1981) jako Ralf

## Filmografia
- W chłopskie ręce (1946) jako Skrzypek
- Zakazane piosenki (1946) jako żołnierz
- Skarb (1948) jako pan młody
- Sprawa do załatwienia (1953) jako technik w telewizyjnym wozie transmisyjnym
- Irena do domu! (1955) jako Miecio
- Żołnierz królowej Madagaskaru (1958) jako kelner w hotelu
- I ty zostaniesz Indianinem (1962) jako Kąpiółka
- Klub kawalerów (1962) jako Motyliński
- Piąta rano (1969) jako listonosz Brański
- Podróż za jeden uśmiech (1971) jako Wczasowicz na campingu
- Zaczarowane podwórko (1974) jako Malbrou
- Wielka podróż Bolka i Lolka (1977) (głos)
- Skradziona kolekcja (1979) jako inżynier Podzielak, brydżysta i filatelista
- Ojciec królowej (1979) jako Koryciński
- Miłość ci wszystko wybaczy (1981) jako Komik
- Wielka majówka (1981) jako urzędnik państwowy
- Filip z konopi (1981) jako ankieter

### Gościnnie
- Wojna domowa (1965–1966) jako pan Wojciech, przyjaciel Jankowskiego
- Białe tango (1981) jako pan Miecio

## Dubbing
- 1989: Złota panna
- 1987: Po deszczyku w czwartek
- 1987: Asterix i niespodzianka dla Cezara (pierwsza wersja dubbingowa) – Briseradius
- 1986: Porwanie w Tiutiurlistanie – Kot
- 1986: Czarodziejski kogucik
- 1983: Straszydła – Boruta
- 1981: Przygody barona Münchhausena – Johann
- 1980: Przygoda arabska – Daad El Shur
- 1977: Wielka podróż Bolka i Lolka –
  - herszt rozbójników,
  - właściciel słoni
- 1975: Dzielny szeryf Lucky Luke
- 1972: Pinokio
- 1971: Przygody żółtej walizeczki
- 1970: Chłopcy z placu broni
- 1969: Ciężkie czasy dla gangsterów
- 1968: Czarodziejska lampa Aladyna
- 1963: Człowiek z I stulecia
- 1962: Kolorowe melodie
- 1962: Zakochany kundel (pierwsza wersja dubbingowa) – Rex
- 1962: Pinokio – Hipolit Świerszcz
- 1961: Alicja w Krainie Czarów –
  - Biały Królik,
  - Tweedle-Dee,
  - Tweedle-Dum,
  - Cieśla
- 1961: Dumbo –
  - Bocian,
  - wrona w okularach,
  - klowni
- 1961: Kopciuszek (pierwsza wersja dubbingowa) – Stary Książę
- 1960–1966: Flintstonowie (pierwsza wersja dubbingowa) – Barney
- 1958: Chorągwie na wieżach
- 1957: Śmiech w raju - Gordon Webb

## Reżyseria
- 1985: Tytus, Romek i A`Tomek (Teatr Rozmaitości w Warszawie)[6]
- 1989: Madame Sans Gene (Teatr Nowy w Zabrzu)[7]

## Odznaczenia i nagrody
- Medal 10-lecia Polski Ludowej (19 stycznia 1955)[8]
- Złoty Krzyż Zasługi (1956)
- Złota Odznaka honorowa „Za zasługi dla Warszawy” (1965)
- Odznaka 1000-lecia Państwa Polskiego (1967)
- Krzyż Kawalerski Orderu Odrodzenia Polski (1977)
- Odznaka „Zasłużony Działacz Kultury” (1979)
- Krzyż Oficerski Orderu Odrodzenia Polski (1981)
- Medal 40-lecia Polski Ludowej (1985)
- Brązowy Medal „Za zasługi dla obronności kraju” (1985)
- Nagroda Ministra Kultury i Sztuki I stopnia za całokształt działalności aktorskiej w dziedzinie teatru i estrady (1985)
- Złota Odznaka Honorowa Towarzystwa Polonia (1987)